# Rutger McGroarty
Pour les articles homonymes, voir McGroarty.
Rutger McGroarty (né le 30 mars 2004 à Lincoln dans l'État du Nebraska aux États-Unis) est un joueur américano-canadien de hockey sur glace. Il évolue à la position d'attaquant.

## Biographie

### Carrière junior
Lors de la saison 2013-2014, McGroarty participe au Tournoi Brick Invitationnal avec les Bulldogs de Toronto. Il se classe à la 2e place.
En 2017, il participe au Tournoi pee-wee de Québec avec le Honeybaked de Détroit, terminant à la 2e place.
De 2017 à 2019, il évolue pour les Honeybaked de Détroit et lors de la saison 2019-2020, il joue pour les Grizzlies Junior d'Oakland.
Il intègre le Programme de Dévelopement National lors de la saison 2020-2021.
En prévision du repêchage de 2022, la centrale de recrutement de la LNH le classe au 22e rang des espoirs nord-américains chez les patineurs.
Il est sélectionné au 14e rang par les Jets de Winnipeg.

### En équipe nationale
McGroarty représente les États-Unis. Il participe aux Jeux olympiques de la jeunesse en 2020. Il remporte la médaille d'argent, s'inclinant 4-0 contre la Russie.
Il participe au Championnat du monde moins de 18 ans en 2021, terminant à la 5e place et en 2022 et remporte la médaille d'argent avec la formation américaine, s'inclinant 6-4 en finale face à la Suède.

## Statistiques

### En club
| Saison    | Équipe                             | Ligue                     |    | Saison régulière | Saison régulière | Saison régulière | Saison régulière | Saison régulière |   | Séries éliminatoires | Séries éliminatoires | Séries éliminatoires | Séries éliminatoires | Séries éliminatoires |
| Saison    | Équipe                             | Ligue                     | PJ | B                | A                | Pts              | Pun              | PJ               | B | A                    | Pts                  | Pun                  |                      |                      |
| 2013-2014 | Bulldogs de Toronto                | BIT                       | 6  | 9                | 3                | 12               | 2                | 2                | 4 | 0                    | 4                    | 0                    |                      |                      |
| 2015-2016 | Draftday Hockey Selects U12        | WSI U12                   | 9  | 8                | 10               | 18               | 2                | -                | - | -                    | -                    | -                    |                      |                      |
| 2016-2017 | Honeybaked de Détroit              | Tournoi pee-wee de Québec | 5  | 0                | 2                | 2                | 2                | -                | - | -                    | -                    | -                    |                      |                      |
| 2017-2018 | Honeybaked de Détroit 13U AAA      | HPHL U13                  | 17 | 40               | 7                | 47               | 0                | -                | - | -                    | -                    | -                    |                      |                      |
| 2017-2018 | Draftday Hockey Selects U14 2      | WSI U14                   | 9  | 9                | 7                | 16               | -                | -                | - | -                    | -                    | -                    |                      |                      |
| 2018-2019 | Honeybaked de Détroit 14U AAA      | HPHL U14                  | 20 | 25               | 29               | 54               | 8                | -                | - | -                    | -                    | -                    |                      |                      |
| 2018-2019 | Draftday Selects U15               | WSI U15                   | 9  | 10               | 9                | 19               | 4                | -                | - | -                    | -                    | -                    |                      |                      |
| 2019-2020 | Grizzlies Junior d'Oakland 15U AAA | HPPHL U15                 | 9  | 8                | 10               | 18               | 8                | -                | - | -                    | -                    | -                    |                      |                      |
| 2019-2020 | Grizzlies Junior d'Oakland 15U AAA | U15 AAA                   | 63 | 82               | 78               | 160              | -                | -                | - | -                    | -                    | -                    |                      |                      |
| 2019-2020 | Grizzlies Junior d'Oakland 16U AAA | HPPHL U16                 | 1  | 0                | 1                | 1                | 0                | -                | - | -                    | -                    | -                    |                      |                      |
| 2019-2020 | Team Orange                        | USA-S15                   | 4  | 4                | 3                | 7                | 9                | -                | - | -                    | -                    | -                    |                      |                      |
| 2020-2021 | USNTDP U17                         | USDP                      | 34 | 17               | 18               | 35               | 26               | -                | - | -                    | -                    | -                    |                      |                      |
| 2020-2021 | USNTDP U18                         | USDP                      | 19 | 3                | 3                | 6                | 8                | -                | - | -                    | -                    | -                    |                      |                      |
| 2020-2021 | USNTDP Juniors                     | USHL                      | 30 | 12               | 7                | 19               | 22               | -                | - | -                    | -                    | -                    |                      |                      |
| 2021-2022 | USNTDP U18                         | USDP                      | 54 | 35               | 34               | 69               | 65               | -                | - | -                    | -                    | -                    |                      |                      |
| 2021-2022 | USNTDP Juniors                     | USHL                      | 25 | 15               | 18               | 33               | 26               | -                | - | -                    | -                    | -                    |                      |                      |
| 2022-2023 | Wolverines du Michigan             | NCAA                      | 39 | 18               | 21               | 39               | 18               | -                | - | -                    | -                    | -                    |                      |                      |
| 2023-2024 | Wolverines du Michigan             | NCAA                      | 36 | 16               | 36               | 52               | 6                | -                | - | -                    | -                    | -                    |                      |                      |

### En équipe nationale
| Année | Équipe         | Compétition                          |   | PJ | B | A | Pts | Pun               |  | Résultat |
| 2020  | États-Unis U16 | Jeux olympiques de la jeunesse       | 4 | 1  | 2 | 3 | 2   | Médaille d'argent |  |          |
| 2021  | États-Unis U18 | Championnat du monde moins de 18 ans | 5 | 0  | 0 | 0 | 0   | 5e place          |  |          |
| 2022  | États-Unis U18 | Championnat du monde moins de 18 ans | 6 | 8  | 1 | 9 | 27  | Médaille d'argent |  |          |